# 楊麗華
楊麗華（561年—609年），北周宣帝皇后，后为皇太后。隋朝时封樂平公主。父親是隋文帝楊堅，母親為獨孤皇后。

## 生平
楊麗華是隋文帝楊堅的嫡出長女，母獨孤伽羅。在573年時嫁給當時的皇太子宇文贇為妃，時年十三歲。578年時，宇文贇即位，封她為皇后，並生下女兒宇文娥英，封為公主。然而宇文贇即位后，竟然同時並立四個皇后，即楊麗華、朱滿月、陳月儀、元樂尚；後來又逼淫宇文亮之媳婦尉遲熾繁，等宇文亮謀反被誅後將尉遲熾繁納入宮中，成為第五個皇后。皇后們爭寵，互相毀譖。雖然如此，楊麗華依然個性柔和，對其他女子都不抱妒忌之心。
宇文贇遜位于兒子北周靜帝宇文闡、自立為太上皇，楊麗華被封為太上皇后，後來宇文贇越來越顯得喜怒無常，曾發怒對楊麗華說：“必族滅爾家！”有一次責備她，想要入她於罪，但是楊麗華卻仍然一派安閑，毫無驚恐之貌，使宇文贇大怒，要賜死她。她的母親獨孤氏聽聞此事，立刻趕到宇文贇面前謝罪，叩頭到頭破血流，才使宇文贇免去她的死罪。
580年，宇文贇病重，於是劉昉、鄭譯假詔讓楊堅領受遺命輔政。後來太上皇宇文贇逝世，楊麗華被尊為皇太后，而北周靜帝宇文闡還很年幼，朝政遂由楊堅把持。楊麗華雖然原本並沒有加入這場奪權計謀當中，不過一想到皇帝年幼，如果由別人掌政，恐怕不利於己，得知劉昉與鄭譯的舉動之後，心裡曾經有些高興。後來楊堅將自己的意圖展露出來之後，楊麗華反而言行舉止中都表達出她的忿忿不平之氣。等到靜帝禪位給楊堅以後，楊麗華極為憤怒，悲痛惋惜不已。
楊堅稱帝後，表面上無法譴責她，私底下也對她感到相當慚愧，便在586年封為樂平公主，這年杨丽华才二十五岁。後來杨坚及独孤皇后曾一度要她改嫁，她誓死不從，於是杨坚才停止改嫁的計畫，後來她的女兒宇文娥英嫁給李敏，並生下女兒李静训。
李敏侍宴，杨丽华对他说：“我把天下给了至尊，只有你一个女婿，当为你求柱国。若授予其他官职，你不要谢恩。”李敏入见，杨坚亲御琵琶，遣李敏歌舞，大悦，问杨丽华李敏的官职，杨丽华说他只是白丁。杨坚表示授李敏仪同，李敏不答，杨坚觉得他嫌不够，又说授开府，李敏又不谢恩。杨坚说：“公主有大功于朕，朕何得向其女婿惜官，今授卿柱国。”李敏才下拜蹈舞。杨坚于是在座位上下诏授李敏柱国，以本官宿卫。
后来杨丽华曾对弟弟隋炀帝奏称柳氏女美，炀帝没有回答。久后，杨丽华把柳氏送给炀帝子齐王杨暕，杨暕納之。後来炀帝問起柳氏所在，杨丽华说在齊王所。炀帝不悅。此事也成为后来炀帝与杨暕父子失和的原因之一。
609年，她在隨同隋煬帝行幸張掖時，在河西因病過世，享年四十九歲。隋炀帝返回京城时，把她的棺木带了回来，葬于周宣帝的定陵。

## 相關影視作品及飾演者

### 電視劇
| 年份 | 劇名     | 演員   | 剧中姓名 | 劇中稱謂         |
| 2018 | 獨孤天下 | 郜思雯 | 楊麗華   | 皇太后、樂平公主 |
| 2019 | 獨孤皇后 | 宋奕星 | 楊麗華   | 皇太后、樂平公主 |

## 外部連結
[在维基数据编辑]
 《北史·卷014》，出自李延壽《北史》

| 前任者： 阿史那皇后 | 北周皇后 578年－579年 | 繼任者： 司馬令姬 |
| 前任者： 李娥姿     | 北周皇后 578年－579年 | 繼任者： 司馬令姬 |